# Oscar al merito
Il Premio Oscar al merito (Academy Award of Merit) è uno dei tre premi Oscar scientifico o tecnico.
Fino alla 50ª edizione veniva chiamato Classe I: Per le conquiste fondamentali che influenzano il progresso del settore nel suo complesso. 

## Vincitori e candidati
L'elenco mostra i vincitori di ogni anno. Gli anni indicati sono quelli in cui è stato assegnato il premio. Nel 1933 non è stato assegnato alcun premio. Per maggiori informazioni si veda la voce Cerimonie dei premi Oscar.

### 1930
- 1931
  - Alla Electrical Research Products, inc. alla RCA-Photophone, inc. e alla RKO Radio Pictures, inc. per i dispositivi di riduzione del rumore in registrazione.
  - Alla DuPont Film Manufacturing corp. e alla Eastman Kodak Company per la pellicola pancromatica super sensibile.
- 1937
  - A Douglas Shearer e alla Metro-Goldwyn-Mayer Studio Sound Department per lo sviluppo di un pratico sistema di altoparlanti a due trombe  e un sistema di registrazione push-pull di classe A.
- 1938
  - Alla Agfa Ansco Corporation per i negativi cinematografici Agfa Supreme e Agfa Ultra Speed.

### 1940
- 1941
  - Alla 20th Century-Fox Film corp. per la progettazione e la costruzione della cinepresa "20th Century Silenced Camera" sviluppata da Daniel Clark, Grover Laube, Charles Miller e Robert W. Stevens.

### 1950
- 1950
  - Alla Eastman Kodak Company per lo sviluppo e l'introduzione di una pellicola più sicura.
- 1953
  - Alla Eastman Kodak Company per l'introduzione del negativo colori Eastman e della pellicola per stampa a colori Eastman.
  - Alla Ansco Film Division of General Aniline and Film Corporation per l'introduzione del negativo colori Ansco e della pellicola per stampa a colori Ansco.
- 1954
  - A Henri Chretien, Earl Sponable, Sol Halprin, Lorin Grigno, Herbert Bragg e Carl Faulkner della 20th Century-Fox Studios per la creazione, lo sviluppo e la progettazione del CinemaScope.
  - A Fred Waller per la progettazione e lo sviluppo di sistemi multipli di ripresa e la proiezione che hanno portato al Cinerama.
- 1955
  - Alla Paramount Pictures, inc., Loren L. Ryder, John R. Bishop e a tutti i membri dello staff tecnico e di ingegneria per lo sviluppo di un metodo per la produzione e la proiezione dei film conosciuto come VistaVision
- 1956
  - Alla National Carbon Co. per lo sviluppo e la produzione di una fiamma gialla ad alta efficienza a carboni per la fotografia a colori dei film
- 1958
  - Alla Todd-AO Corp. e alla Westrex Corp. per aver sviluppato un metodo per produrre e proiettare film in grande formato conosciiuto come Todd-AO System.
  - Alla The Motion Picture Research Council per la progettazione e lo sviluppo di uno schermo per proiezione ad alta efficienza per i Drive-in.

### 1960
- 1965
  - A Petro Vlahos, Wadsworth E. Pohl e Ub Iwerks per la concezione e la perfezione delle tecniche di "Color Traveling Matte Composite Cinematography".
- 1969
  - A Philip V. Palmquist della Minnesota Mining and Manufacturing Co., Herbert Meyer della Motion Picture and Television Research Center, e a Charles D. Staffell della Rank Organisation per lo sviluppo del sistema di proiezione degli sfondi reflex per il compositing cinematografico.
  - Alla Eastman Kodak Company per lo sviluppo e l'introduzione di una pellicola invertibile a colori intermedia per film.

### 1970
- 1978
  - A Garrett Brown e al Cinema Products Corporation Engineering Staff sotto la supervisione di John Jurgens per l'invenzione e lo sviluppo della Steadicam.
- 1979
  - Alla Eastman Kodak Company per la ricerca e lo sviluppo di una pellicola a colori per duplicati cinematografici.
  - A Stefan Kudelski della Nagra Magnetic Recorders, Incorporated per la continua ricerca, progettazione e sviluppo del registratore Nagra per la cinematografia.
  - Alla Panavision, Incorporated e al suo staff di progettazione sotto la direzione di Robert E. Gottschalk per la concezione, la progettazione e lo sviluppo continuo della "Panaflex Motion Picture Camera System".

### 1980
- 1980
  - A Mark Serrurier per lo sviluppo progressivo della moviola dal 1924, anno dell'invenzione fatta da suo padre, Iwan Serrurier, all'attuale sofisticata "Series 20".
- 1981
  - A Linwood G. Dunn, Cecil D. Love e alla ACME Tool and Manufacturing Company per la concezione, la progettazione e lo sviluppo della stampante ottica "Acme-Dunn" per gli effetti speciali cinematografici.
- 1982
  - Alla Fuji Photo Film Company, ltd. per la ricerca, lo sviluppo e l'introduzione di una nuova pellicola colore negativa a ultra-alta velocità.
- 1983
  - A August Arnold ed Erich Kaestner della Arnold & Richter, GmbH, per la concezione e la progettazione della prima cinepresa 35mm portatile, "spinning-mirror reflex".
- 1984
  - A Kurt Larche della OSRAM GmbH per la ricerca e lo sviluppo delle lampade a scarica allo xenon ad arco breve per i proiettori cinematografici.
- 1988
  - A Bernhard Kühl e Werner Block e alla OSRAM GmbH Research and Development Department per l'invenzione e il miglioramento continuo della sorgente di luce "OSRAM HMI" per la fotografia cinematografica.

### 1990
- 1991
  - Alla Eastman Kodak Company per lo sviluppo della tecnologia "T-Grain" e l'introduzione della pellicola negativa a colori "EXR" che utilizza questa tecnologia.
- 1993
  - A Chadwell O'Connor della O'Connor Engineering Laboratories per la concezione e la progettazione della testa della cinepresa con smorzamento a fluido per la fotografia cinematografica.
- 1994
  - Alla Panavision per la lente fotografica anamorfica "Auto Panatar".
  - A Manfred G. Michelson della Technical Film Systems, Incorporated per la progettazione e lo sviluppo del primo sistema guidato da pignone per il trasporto della pellicola per i processori per la stampa a colori che permette velocità di trasporto di oltre 600 piedi al minuto.
- 1995
  - A Petro Vlahos e Paul Vlahos per la concezione e lo sviluppo del processo "Ultimatte Electronic Blue Screen Compositing Process".
  - Alla Eastman Kodak Company per lo sviluppo della pellicola "EXR Color Intermediate Film 5244".
- 1997
  - Alla IMAX Corporation per il metodo di filmare e di riprodurre ad alta fedeltà, in grande formato, le immagini grandangolari.
- 1998
  - A Gunnar P. Michelson per la progettazione e lo sviluppo di una migliore "light valve" di precisione elettronica ad alta velocità da usare nelle macchine si stampa cinematografica.
- 1999
  - Alla Avid Technology, inc. per la concezione, la progettazione del sistema e l'ingegnerizzazione dell'"Avid Film Composer Avid" per il montaggio dei film. L'"Avid Film Composer" è una macchina per editing digitale, non lineare a 24 fotogrammi per secondo che usa algoritmi di compressione, che ha rivoluzionato l'arte del montaggio cinematografico. I singoli spezzoni possono essere memorizzati, richiamati, manipolati e riprodotti istantaneamente, consentendo al montatore una libertà creativa non possibile precedentemente e la possibilità di realizzare un film più completo di prima.

### 2000
- 2001
  - A Rob Cook, Loren Carpenter e Ed Catmull per i loro progressi significativi nel campo del rendering di filmati come esemplificato nel software RenderMan della Pixar. La loro grande influenza professionale nel settore continua ad ispirare e contribuire al progresso delle immagini generate al computer per i film.
- 2003
  - Alla Alias/Wavefront per lo sviluppo di Maya un software per l'animazione 3D, la dinamica, la modellazione e il rendering. Con il suo impatto significativo e dominante nell'industria cinematografica, Maya offre un robusto e diffuso strumento commerciale per gli effetti visivi con una ricca infrastruttura per l'estensione e la personalizzazione.
  - Alla Arnold & Richter Cine Technik e alla Panavision inc. per il loro continuo sviluppo e l'innovazione nella progettazione e produzione di avanzati sistemi di cineprese appositamente progettate per l'industria dell'intrattenimento. Con un impegno che si trova al di là delle solite considerazioni commerciali, questi due produttori continuano a guidare il settore nello sviluppo e nell'introduzione di prodotti che hanno definito lo stato dell'arte nella tecnologia delle cinepresea.
- 2004
  - Alla Digidesign per la progettazione, lo sviluppo e l'implementazione della workstation per l'audio digitale Pro Tools. Gli algoritmi efficienti, l'architettura estensibile e l'interfaccia intuitiva hanno permesso a Pro Tools di diventare lo standard mondiale per la creazione e la modifica di colonne sonore nel cinema.
  - A Bill Tondreau della Kuper Controls per i suoi significativi progressi nel campo della tecnologia del "motion control" per gli effetti visivi cinematografici. La misura del suo prezioso contributo per l'invenzione e realizzazione di sistemi di telecamere automatizzate si misura in decenni invece che anni, i suoi sforzi nel campo del "motion control" hanno aiutato a farla diventare una tecnologia di base che ha sostenuto la rinascita degli effetti visivi.
- 2004
  - A HorstT Burbulla per l'invenzione e lo sviluppo continuo della gru telescopica "Technocrane". Con la sua testa livellata elettronicamsnte, il carrello regolabile e leggero, elementi telescopici estremamente precisi che consentono il movimento estremamente preciso della camera di ripresa durante le riprese, la "Technocrane" ha ridefinito lo stato dell'arte nella tecnologia delle gru per le macchine di ripresa.
  - A Jean-Marie Lavalou, Alain Masseron a David Samuelson per la progettazione e lo sviluppo della "Louma Camera Crane" e il sistema di controllo remoto per le produzioni dei film. Il "Louma" è stato il pioniere nel campo delle teste per gli strumenti di ripresa azionate a distanza in combinazione cou una gru modulare leggera e portatile. Il suo design ha dimostrato di essere un'ispirazione per i numerosi sistemi nati successivamente per camere controllate in remoto.
- 2008
  - Alla Eastman Kodak Company per lo sviluppo di tecnologie di emulsioni fotografiche incorporate nella famiglia di pellicole negaticve a colori "Kodak VISION2". Queste nuove tecnologie sono delle innovazioni in termini di velocità, grana e nitidezza che hanno avuto un impatto significativo nell'industria cinematografica. La famiglia "Vision 2" consente un uso più ampio di negativi a colori ad alta velocità, livelli più bassi di luce sul set e set-up veloci. Ancora più importante, "VISION2" migliora la qualità complessiva dell'immagine al cinema.

### 2010
- 2012
  - A Franz Kraus, Johannes Steurer e Wolfgang Riedel per la progettazione e lo sviluppo del "Film Recorder Arrilaser". Il "Film Recorder Arrilaser" dimostra un alto livello di ingegnerizzazione risultante in un dispositivo compatto, facile da usare e che richiede poca manutenzione, mantenendo allo stesso tempo una velocità straordinaria, "exposure ratings" e qualità dell'immagine.